# Selo nad Laškim
Selo nad Laškim je naselje v Občini Laško.